# Heinrich Abraham Wolff
Heinrich Abraham Wolff (auch Heinrich Abraham Wolf) (* 25. September 1761; † 18. März 1812 in Kassel) war landgräflicher Hofbaumeister.

## Familie
Heinrich Abraham Wolff entstammte der Kasseler Architektenfamilie Wolff, die auf seinen 1730 in Kassel verstorbenen und möglicherweise aus der Schweiz eingewanderten Urgroßvater Johann Wolf zurückging. Er war der Sohn des Gastwirts und späteren Stadtbaumeisters Johannes Wolff (1731–1791) und wuchs zusammen mit seinen Brüdern Johann Henrich (1753–1801, Baumeister und Militäringenieur), Georg Theodor (1768–1812, Militäringenieur) und Johann Conrad (1766–1815, Bildhauer und Stuckateur) auf.
Heinrichs Sohn Johann Heinrich (1792–1896) wurde Architekt, Akademieprofessor und Architekturschriftsteller.

## Wirken
Er erlernte bei seinem Vater das Steinmetzhandwerk und besuchte das Collegium Carolinum mit anschließendem Studium an der Kasseler Kunstakademie. Landgraf Friedrich II. genehmigte ein Stipendium für eine Studienreise nach Paris und Italien. Auf Empfehlung seines Lehrers Charles de Wailly wurde das Stipendium 1783 um weitere zwei Jahre verlängert. Landgraf Friedrich unterstützte eine weitere Reise, die Wolff zusammen mit Heinrich Christoph Jussow nach Italien, Bayern, Österreich, Böhmen und Sachsen führte. Nach einem Aufenthalt in Rom kehrte er im Herbst 1786 nach Kassel zurück und beteiligte sich am Bau des Schlosses Wilhelmshöhe, der Kasseler Wilhelmsbrücke und der Torhäuser in Wilhelmshöhe. 1794 wurde er zum Hofwerkmeister ernannt.

## Werke
- Ausführungsentwurf für ein Treppenturmmodell, Grundriss, Aufriss und Schnitt 1784
- Entwurf zu einem Fensterrahmen mit Giebel, Studienblatt, Aufriss, Profil und Schnitt um 1785
- Kassel-Wilhelmshöhe, Schloss, Corps de Logis, unvollendete Werkzeichnung zum Erdgeschoss, Aufriss (um 1796)
- Skizze der Kanzel in Saint Sulpice/Paris (1785) Digitalisat